# Xenoplatyura rufonigra
Xenoplatyura rufonigra är en tvåvingeart som först beskrevs av Loïc Matile 1972.  Xenoplatyura rufonigra ingår i släktet Xenoplatyura och familjen platthornsmyggor.
Artens utbredningsområde är Madagaskar. Inga underarter finns listade i Catalogue of Life.